# Crnogorski regionalni kupovi
Le Crnogorski regionalni kupovi (coppe regionali montenegrine) sono le coppe organizzate dalle tre federazioni regionali del Montenegro (Nord, Centro e Sud).

## Torneo
Vi partecipano le squadre della terza divisione, la categoria più bassa del campionato montenegrino di calcio, vengono disputate durante l'estate (luglio/agosto) e le sei finaliste accedono alla coppa del Montenegro.
Le tre coppe sono organizzate dalle tre federazioni regionali:
- La Kup Sjeverne regije (coppa della regione settentrionale) è organizzata dalla Fudbalski savez Sjeverne regije[1] (federazione calcistica della regione settentrionale), detta anche Sjeverna regija FSCG, e copre i centri di Pljevlja, Bijelo Polje, Berane, Rožaje, Plav, Gusinje, Mojkovac, Andrijevica e Žabljak.
- La Kup Srednje regije (coppa della regione centrale) è organizzata dalla Fudbalski savez Srednje regije[2] (federazione calcistica della regione centrale), detta anche Srednja regija FSCG, e copre i centri di Podgorica, Nikšić, Danilovgrad, Šavnik, Plužine, Kolašin e Tuzi.
- La Kup Južne regije (coppa della regione meridionale) è organizzata dalla Fudbalski savez Južne regije[3] (federazione calcistica della regione meridionale), detta anche Južna regija FSCG, e copre i centri di Cettigne, Cattaro, Castelnuovo, Teodo, Budua, Antivari e Dulcigno.

Queste coppe già esistevano quando le squadre montenegrine militavano nel campionato jugoslavo di calcio (il Montenegro è indipendente dal 2006), a quei tempi le 6 finaliste si qualificavano alla Republički kup Crne Gore, la coppa della repubblica di Montenegro, le cui due finaliste si qualificavano a loro volta alla coppa di Jugoslavia.

## Albo d'oro
| Anno | Nord                   | Nord                   | Centro              | Centro              | Sud            | Sud            |
| Anno | Vincitore              | Finalista              | Vincitore           | Finalista           | Vincitore      | Finalista      |
| ---- | ---------------------- | ---------------------- | ------------------- | ------------------- | -------------- | -------------- |
| 2006 | Komovi                 | Prvijenac              | Ribnica             | Iskra Danilovgrad   | Otrant-Olympic | Bijela         |
| 2007 | Pljevlja               | Prvijenac              | Ribnica             | Grafičar Podgorica  | Mornar         | OFK Bar        |
| 2008 | Pljevlja               | Napredak Berane        | Zora                | Blue Star Podgorica | Cetinje        | Sloga Bar      |
| 2009 | Petnjica               | Pljevlja               | Iskra Danilovgrad   | Drezga              | Arsenal Tivat  | Sloga Bar      |
| 2010 | Petnjica               | Polimlje               | Crvena Stijena      | Gornja Zeta         | Arsenal Tivat  | Cetinje        |
| 2011 | Brskovo                | Polimlje               | Blue Star Podgorica | Drezga              | Arsenal Tivat  | Otrant-Olympic |
| 2012 | Pljevlja               | Tekstilac Bijelo Polje | Kom                 | Gorštak             | Sloga Radovići | Cetinje        |
| 2013 | Tekstilac Bijelo Polje | Brskovo                | Crvena Stijena      | Ribnica             | Sloga Radovići | Hajduk Bar     |
| 2014 | Pljevlja               | Polimlje               | Grafičar Podgorica  | Čelik Nikšić        | Sloga Radovići | Hajduk Bar     |
| 2015 | Petnjica               | Fair Play              | Zora                | Mladost Lješkopolje | Hajduk Bar     | Sloga Bar      |
| 2016 | Brskovo                | Petnjica               | Mladost Lješkopolje | Gorštak             | Hajduk Bar     | Sloga Bar      |
| 2017 | Pljevlja               | Borac Bijelo Polje     | Crvena Stijena      | Ribnica             | Arsenal Tivat  | Sloga Radovići |
| 2018 | Komovi                 | Borac Bijelo Polje     | Crvena Stijena      | Ribnica             | Hajduk Bar     | Sloga Bar      |
| 2019 | Komovi                 | Petnjica               | ???                 | ???                 | Cetinje        | Sloga Radovići |

Fonti: